# 慶恭皇貴妃

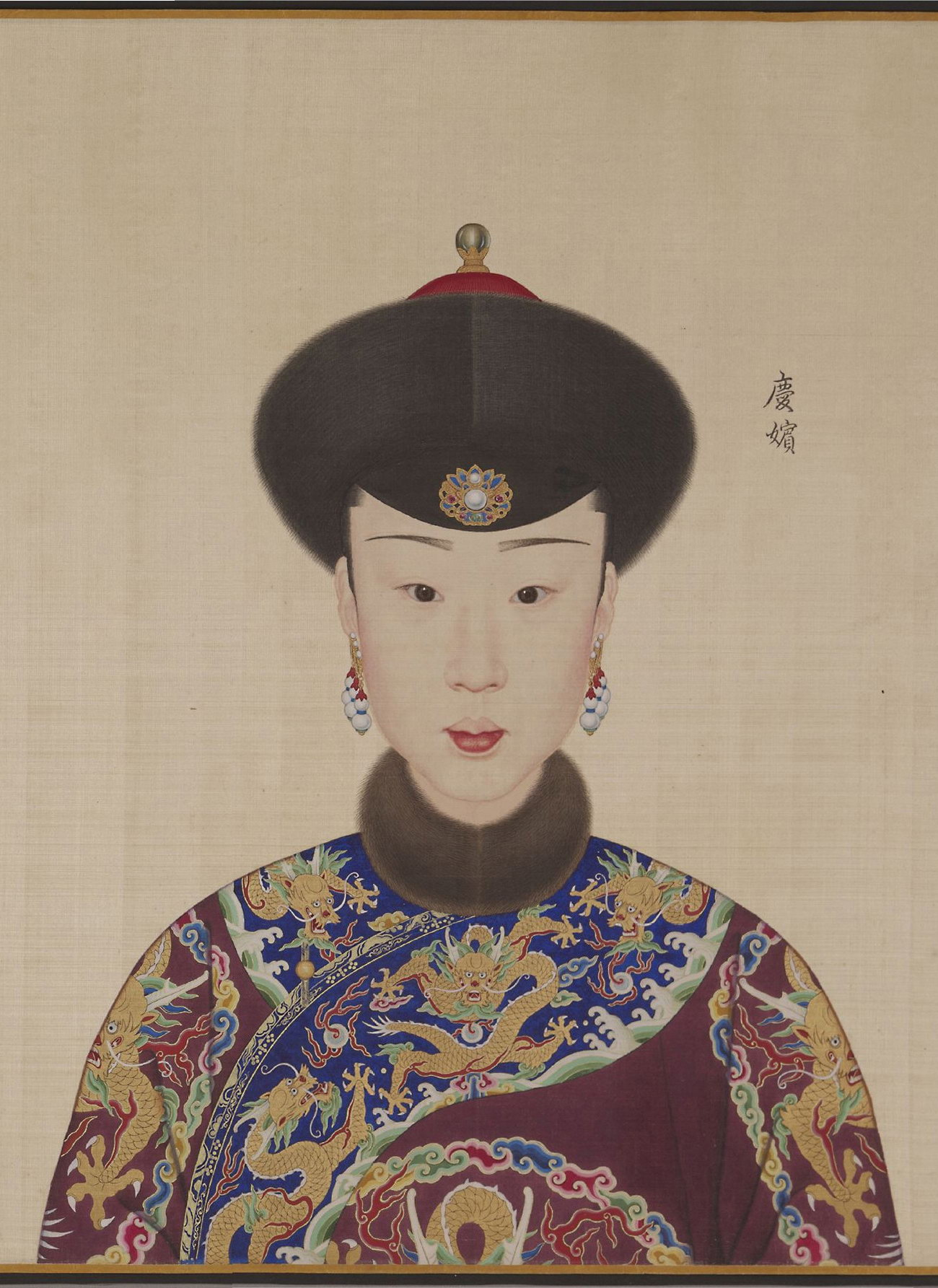
慶恭皇貴妃

慶恭皇貴妃（けいきょうこうきひ、雍正2年6月24日（1724年8月12日） - 乾隆40年7月15日 （1774年8月21日））は、清の乾隆帝の側室。漢人の出身。姓は陸氏。陸士龍の娘。嘉慶帝の養母。蘇州の人。

## 生涯
入宮した時期は不明である。陸氏は一般庶民の出身、いわゆる「漢女」であり、八旗に属しておらず、包衣（清代の内廷使用人階級）でもないため、八旗選秀や内務府の選秀を通じて入宮したとは考えにくい。後に芳妃陳氏や禄貴人が、南方の塩政税務監督の推薦で後宮に入った事例を踏まえると、陸氏も当時鳳陽の関税監督を務めていた普福が献上した女性であると推測される。普福がこの職に就いたのは乾隆7年からであり、それ以前は六庫事務総管であった。したがって、陸氏が入宮したのは乾隆7年から乾隆12年の間と見られる。
陸氏は入宮前、伶人（役者）だった可能性がある。1932年3月4日、斉如山は『国劇画報』第1巻第7号に「嘉慶帝の生母は伶人だったという伝説」と題する文章を発表し、「景山観徳殿のそばで祀られている神像」の写真を掲載した。そこには、かつて昇平署の正殿に「喜音聖母」という名の神が祀られており、嘉慶帝の生母であるとされていた。彼女は生前の姿を演劇の衣装に準じて表現し、その姿で祀られ、神像の前には嘉慶帝と道光帝の位牌が供えられていたという。夏仁虎が作った『清宮詞』にも、「南府には二神が祀られ、男神は『喜神』、女神は『喜音聖母』と呼ばれていた。現在その廟は景山の裏に移され、像は皇后の服装をしており、前には仁宗（嘉慶帝）と成王（道光帝）の位牌がある。この『成王』はかつて楽部を管轄していたとも言われている。高宗（乾隆帝）が南巡の際に寵愛していた伶人を連れ帰り、仁宗を生んだが、後にこの地で祀られたという伝説もある」と記されている。
しかし、嘉慶帝の生母である孝儀皇后は満洲鑲黄旗の包衣出身であり、代々皇室に仕えていた家系であるため、役者などの芸事に携わることは考えにくい。それに対し、嘉慶帝の養母である慶妃は蘇州出身の民間女性であり、伶人出身の可能性がより高い。黄麗君の「乾隆皇帝の民間出身妃嬪たち」という論文でも、地方官の蘇州織造であった海保、安寧、図拉などが、皇帝の命により地元で密かに伶人を選び、後宮に献上していたことが記されている。陸氏もそのような選抜で後宮に入った女性の一人であった可能性が高い。
乾隆13年（1748年）1月にはすでに慶常在の位を授けられており、正確な入宮時期は不明である。同年4月12日、那常在巴林氏と共に「貴人」に昇進し、陸氏は慶貴人と称されるようになった。乾隆16年（1751年）1月2日には、慶嬪としての封号を詔勅で与えられ、同年6月8日に正式な冊封の儀式が執り行われた。
乾隆24年（1759年）11月21日、乾隆帝は陸氏を慶妃に封じるよう詔を発した。12月18日には、正式に「慶嬪」陸氏を「慶妃」として冊封した。冊封の礼が行われる前の11月21日、乾隆帝は慶嬪・穎嬪・多貴人それぞれに珊瑚の朝珠一盤を賜り、さらに慶嬪には特別に「金で縁取られた東珠二顆の耳飾り一対」を下賜した。
乾隆25年（1760年）、慶妃は宮中で仕事を担当する者たちに指示して、大小さまざまな荷包（小袋）を作るために、宦官の劉進玉を通じて「荷包頭兒」の孫氏に41両の銀を渡した。しかし劉進玉はそのうちの26両を密かに私用に流用した。乾隆26年には、荷包用の切り布774点が支給され、荷包が作られた。12月14日、宮中の若い宦官・寿児が劉進玉に「娘娘（慶妃）が荷包の進捗を催促している」と伝えた。すると劉進玉は軽率にも「作業頭の家が火事になった」と嘘をつき、店から60対の荷包用布片を買って届けることにした。同月16日朝、慶妃は寿児が持ってきた荷包の布片が細すぎたことに不満を抱き、劉進玉を呼び出して叱責した。
乾隆33年5月21日、慶妃は学問・礼儀を学ばせるための規則に従い、ある少女を「平常在」に封じた。嘉慶帝の幼少期の種痘記録によると、遅くとも乾隆28年までには、慶妃・陸氏は嘉慶帝の養母となっていたことが確認できる。乾隆33年10月6日、慶妃は正式に慶貴妃として冊封された。
乾隆帝は、3年間病に苦しんでいた慶貴妃のために良医を探したが効果が見られず、彼女を円明園の西側にある西花園へ移して静養させた。乾隆帝は避暑山荘に滞在中であっても、彼女の健康を常に気にかけ、近況を報告させていた。慶貴妃が危篤と聞くや、すぐに使者を派遣して様子を見に行かせた。乾隆39年7月15日深夜、慶貴妃は西花園で病のため薨去した。享年51歳。
慶貴妃が薨去してから5日後、金棺は吉安所から静安荘へと移送された。喪に服する皇子、公主、福晋（皇族夫人）らも静安荘に赴いて喪に服した。第十五皇子は神武門の内側東側にある北小花園で喪服を着けていた。乾隆40年10月26日、金棺は裕陵妃園寝に葬られた。
嘉慶4年1月4日（すなわち太上皇・乾隆帝が崩御した翌日）、嘉慶帝は慶貴妃陸氏の養育の恩と慈愛の深さをしのび、彼女を慶恭皇貴妃と追尊した。なお、中国第一歴史档案館のデジタルシステムでは、嘉慶年間の《慶貴妃晋封慶恭皇貴妃諭旨清單》の原年号が誤って乾隆39年と記されているが、正確には嘉慶4年に追封されたものである。

## 家族
慶妃の父が素行不良であったため、乾隆22年10月、慶嬪(当時)の両親・兄弟・甥姪あわせて15人、および親族の男性召使い15人、男女の使用人23人が北京に赴き、怡嬪の父・柏士彩の前例に倣って「旗籍（旗人身分）」に編入された。内務府は、陸士龍の4人の息子にそれぞれ、甲冑を着用する兵士（披甲）として銀3両分の俸給と米・石（穀物）を支給した。また、涿州に7頃85畝（約52ヘクタール）の土地が与えられ、毎年264両の小作料が得られることになった。正陽門外の西河沿いには10軒の賃貸家屋を取得し、毎月12両1銭の家賃収入が得られるようにされた。さらに、崇文門内の蘇州胡同にある官舎75軒のうち、43軒が家族の住居用に割り当てられた。
蘇州織造は、慶妃陸氏の実家の事情について乾隆帝に密奏を送った際、「陸娘娘の叔父」は意志薄弱で無能な人物であり、何者かに唆されて問題を引き起こす可能性があると報告した。そのため、朝廷は彼を常熟へ護送し、該当地の知県敬華に命じて監視させた。また、常熟に駐在する糧道（食糧行政官）楊重英にも注意を払うよう密かに命じられた。

### 家族の詳細
- 父：陸士龍（または陸士隆、陸世龍とも記される） - 無官の閑人。乾隆22年9月、陸士龍は「県丞（県の副官）」の地位を寄付で購入し、吏部に赴いて任官を希望した。だが、安寧（朝廷の官僚）は「寄付で官職を得た者が地方で問題を起こすとは限らないが、一応報告する」と述べ、赴任を許可した。乾隆帝はこの報告を受けて激怒し、「安寧は見抜けなかったうえに、他人の代わりに官職を購入させることを見逃し、しかもそれを阻止できなかった」と叱責した。
  - 弟：陸裕登、陸廷榮、陸朝元、陸朝寶 - 乾隆22年にそれぞれ「披甲」として銀3両と米・石の支給を受けた。陸奇寶も「披甲人」。
    - 甥：陸嵩齡（位：柏唐阿）、陸松齡（嘉慶年間に「騎都尉」を賜る）
      - 大甥：陸祥福 - 無官の閑人。

  - 妹：乾隆22年に3人の妹が入京。

## 登場作品
- 如懿伝 〜紫禁城に散る宿命の王妃〜（2017年、中国、演：于洋）
- 瓔珞〜紫禁城に燃ゆる逆襲の王妃〜（2018年、中国、演：李若寧（中国語版））

## 伝記資料
- 『清史稿』
- 『清実録』